# Gabriele Camozzi
Gabriele Camozzi (né à Bergame en 1823, mort à Dalmine en 1869) est patriote et un homme politique italien.

## Biographie

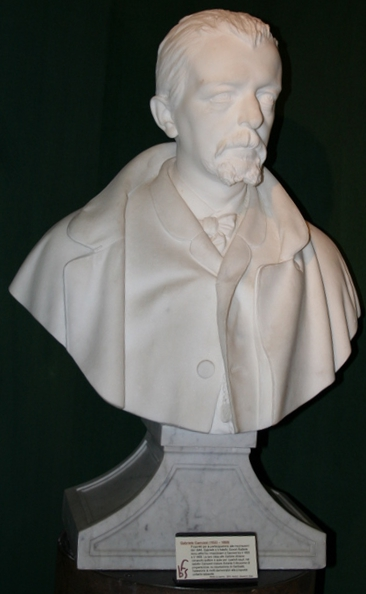
Buste présent dans le musée d'histoire de Bergame

Gabriele Camozzi appartient à l'une des familles les plus influentes de la noblesse locale. Il commence à étudier ans les meilleurs collèges lombards. Il est diplômé de l'université de Pavie et se rapproche des idéaux mazziniens et révolutionnaires visant à la libération de l'Italie.
Il fait la connaissance d'Alba Coralli dont il partage les idées, les passions politiques et aussi sentimentales puisqu'il l'épouse.
Il participe activement aux premiers évènements révolutionnaires ce qui lui vaut de s'exiler.
Au cours de l'année 1848, Giuseppe Mazzini le convainc d'apprécier, avec Vittore Tasca, la propension de la population à relancer la révolte contre les Autrichiens dans le bergamasque et dans le royaume de Lombardie-Vénétie.
Ils sont contraints de renoncer à cet objectif en raison du résultat négatif de l'enquête.
En février 1849, il est chargé par le ministre du royaume de Sardaigne, Pier Dionigi Pinelli, de la préparation d'un plan insurrectionnel non exécuté.
Le mois suivant, à la reprise de la première guerre d'indépendance, Gabriele Camozzi recette une nouvelle mission, cette fois-ci afin de rassembler les volontaires dans la ville de Brescia pour pouvoir attaquer l'ennemi autrichien à revers. Avant même d'avoir rejoint la ville, des heurts opposent la population aux soldats autrichiens.
Camozzi décide alors, le 25 mars, de passer par Bergame où, à la tête de 300 bersaglieri, il attaque les Autrichiens barricadés dans le forteresse. Il réussit à prendre le contrôle de la ville, instaurant un gouverneur au nom de la maison de Savoie.
Alors que tout semble bien se passer, grâce aussi à la contribution de quatre-vingts volontaires rassemblés par son frère Giovan Battista, il doit suspendre les attaques en raison du manque d'artillerie.
Le jour suivant, la nouvelle de la défaite de Charles-Albert à Novare, marque la reddition de la maison de Savoie et la fin des hostilités. Les Autrichiens reprennent le contrôle de la Lombardie et de la ville.
La répression qui s'ensuit, et qui consiste à emprisonner ou à fusiller quiconque se trouve en possession d'une arme ou suspect de conspiration, contraint Gabriele Camozzi à fuir en Suisse.

### La libération de Bergame
Une décennie plus tard, en 1859, la seconde guerre d'indépendance lui donne une nouvelle occasion d'obtenir la libération de Bergame, et Gabriele Camozzi ne la laisse pas échapper. Il s'enrôle dans les rangs des Chasseurs des Alpes qui appuie l'armée de Savoie.
Promu major, il ouvre la route à l'entrée triomphale de Garibaldi dans la ville de Bergame le 8 juin 1859.
Il est commandant de la Garde nationale à Palerme durant la révolte du Sette e mezzo.
Il est député du parlement de Turin pendant trois législatures. Il meurt en 1869, à seulement 46 ans.